# كريس هيغينز
كريس هيغينز (بالإنجليزية: Chris Higgins)‏ (4 يوليو 1985 في المملكة المتحدة - ) هو لاعب كرة قدم بريطاني في مركز الدفاع. لعب مع دونفرملين أثلتيك وكوين أوف ساوث ونادي ماذرويل ونادي كلايد.

## وصلات خارجية
- كريس هيغينز على موقع قاعدة بيانات كرة القدم.إي يو (الإنجليزية)
- كريس هيغينز على موقع Soccerbase.com (لاعب) (الإنجليزية)
- كريس هيغينز على موقع Soccerway.com (الإنجليزية)